# Aldabrachampsus dilophus
Aldabrachampsus dilophus è un coccodrillo estinto, vissuto nel Pleistocene (circa 100.000 - 50.000 anni fa). I suoi resti fossili sono stati ritrovati nell'atollo di Aldabra.

## Descrizione
Questo animale è noto per fossili frammentari, sufficienti comunque a ricostruire un coccodrillo di dimensioni medio-piccole, dalla lunghezza non superiore ai 2 - 2,5 metri. Aldabrachampsus differiva dagli altri coccodrilli, viventi o estinti, nella presenza di una cresta semicircolare prominente, simile a un corno, su ognuno dei due ossi squamosi. Al contrario delle "corna" presenti in alcune specie di Crocodylus, l'apice di ciascun corno era, alla sua metà, anteriore all'apertura otica esterna e non nei pressi del suo termine posteriore. Questo animale, inoltre, possedeva un palato premascellare dall'ampia volta e narici esterne orientate verso l'avanti e verso l'alto.

## Classificazione
Aldabrachampsus è stato descritto per la prima volta nel 2006, sulla base di resti fossili ritrovati nell'atollo di Aldabra (Oceano Indiano occidentale). Analisi filogenetiche indicano che era un rappresentante dei crocodilidi, ma non è chiaro quale fossero i suoi più stretti parenti, se il genereo Osteolaemus o il genere Crocodylus. Le sue origini biogeografiche sono incerte, ma è probabile che Aldabrachampsus fosse un immigrante e non un animale endemico dell'atollo di Aldabra, in quanto i suoi fossili si rinvengono in depositi formatisi poco dopo un periodo in cui l'atollo era sommerso, terminato circa 120.000 anni fa. Altri coccodrilli dotati di espansioni nella parte posteriore del cranio sono Voay del Madagascar e l'alligatoride Ceratosuchus.